# بژسکا وولا
بژسکا وولا (به لهستانی:  Brzeska Wola) یک روستا در لهستان است که در گمینا بیاووبژگی (استان ماسوویان) واقع شده‌است. بژسکا وولا ۱۷۰ نفر جمعیت دارد.